# I Wanna Be a Bear
I Wanna Be a Bear är en låt av det amerikanska punkrock-bandet the Descendents. Låten återfinns på albumet Milo Goes to College, släppt 1982. Den skrevs av basisten Tony Lombardo och gitarristen Frank Navetta. "I Wanna Be a Bear" handlar om dom komplicerade sakerna i livet.
Descendents har spelat låten över 190 gånger.
AllMusic kritiken Ned Raggett tyckte att "I Wanna Be a Bear" var en av de bästa låtarna från Milo Goes to College.

## Musiker
- Milo Aukerman - sång
- Tony Lombardo - bas
- Frank Navetta - gitarr
- Bill Stevenson - trummor